# Нестор Посудевський-Кононович
Не́стор Посудевський-Кононович (Кононович, Унучко-Посудевський) (? — після 1678) — український державний діяч доби Гетьманщини, дипломат. Генеральний писар Війська Запорозького реґіменту Петра Дорошенка (1668), писар Київського магістрату (1670-1678).

## Походження
Походив з роду шляхтичів-зем'ян Любецького староства Київського воєводства Унучків-Кононовичів-Посудевських, засновником якого був шляхтич Конон Посудевський, що мешкав у XVI столітті. Родовим гніздом було село Пльохів.

## Життєпис
Мав добру освіту. Під час подій 1659 року був писарем Генеральної військової канцелярії, відзначився як активний прибічник Юрія Хмельницького. Пізніше входив до військового товариства — близького оточення гетьмана, був серед дипломатів, які відповідали за взаємини з Московським царством. Сестра була у шлюбі з Григорієм — братом Петра Дорошенка.
9 жовтня 1660 відправлений Хмельницьким до Москви у розпал Слободищенської битви в складі посольства, до якого також входили Михайло Суличич, Григорій Дорошенко  і Василь Колачинський. Разом з іншими послами ув'язнений за наказом царя після звістки про підписання гетьманом Слободищенського трактату з Річчю Посполитою.
Утримувався в Москві. Звільнений 1667 року — після Андрусівського перемир'я. Поступив на службу до Генеральної військової канцелярії правобережного гетьмана Петра Дорошенка. Восени 1668 призначений генеральним писарем замість Луки Бускевича.
21 листопада 1668, виконуючи завдання гетьмана, вирушив до Києва, де зустрівся з московським воєводою Петром Шереметьєвим. Запевнив воєводу у готовності Дорошенка прийняти московський васалітет за умови виведення з міст Гетьманщини царських залог, розповів про намір гетьмана сприяти обранню царевича Олексія Олексійовича королем Речі Посполитої, розірвати союз із Кримським ханством. Візит генерального писаря мав і особисту мету — домовитися про звільнення з полону своєї сестри. У грудні Посудевський-Кононович їздив з Києва в Остер, де козаки облягали московську залогу. Переконував їх припинити бойові дії.
Залишився у Києві, поступив на службу до магістрату. 22 січня 1670 вперше згаданий у документах як міський писар: засвідчив продаж Григорієм Биримовичем третини Ленковського хутора на межі села Вигурівщина київському війту Данилу Полоцькому. Остання згадка про Нестора Кононовича датована 26 лютого 1678. Подальша доля невідома.